# 平三郎
平 三郎（たいら さぶろう、1908年11月5日 - 1969年9月3日）は、日本の技師、緯度観測員。岩手県出身。
旧制第一高等学校の理科室に勤めていたところを、岩手県水沢市の国立緯度観測所（現・水沢VLBI観測所）の当時の所長である木村栄に見いだされ、1923年から同所に勤務した。
緯度観測用の眼視天頂儀（望遠鏡）の接眼レンズに1ミクロン以下のクモの糸を貼りつける仕事を40年以上にわたって続け、緯度観測に貢献した。地味ながら高度の精密さを必要とする重要な仕事であり、この技術と観測方法は当時、日本以外にも世界中の天文台で採用され、天文学の研究と発展に大きく貢献することとなった。第二次世界大戦にクモの糸が品切れして輸入も途絶えた際には、クモ図鑑を熱心に調べた末、山野を歩き回ってクモの糸を採集するという徹底ぶりだった。
ほかにも、木村の助手として緯度観測所の多数の施設や機器の修理や調整に貢献しており、高い評価を得た。緯度観測所の日常業務は観測やデータ処理が中心であり、平はそれらの仕事を担った地元の優秀な人材の中心だとの声もある。これらの功績を称えられ、1960年に科学技術長官賞、1967年には第1回吉川英治文化賞を受賞した。
テニスを趣味とし、その腕前は岩手でも屈指であったが、1969年8月31日に大学研究所間の親善のために開催された大会に出場中に脳出血で倒れ、その3日後の9月3日、仙台市立病院で死去した。没年齢60歳。没後には勲六等単光旭日章を授けられた。
なお妻の平キヌは、小説家・高橋克彦の母の従姉妹にあたる。